# Hermannsschmiede
Die Hermannsschmiede ist ein zweigeschossiger gelb verputzter Massivbau in der Stadt Merkendorf, Marktplatz 10, Ecke Adlerstraße, im Fränkischen Seenland (Mittelfranken) und steht unter Denkmalschutz.

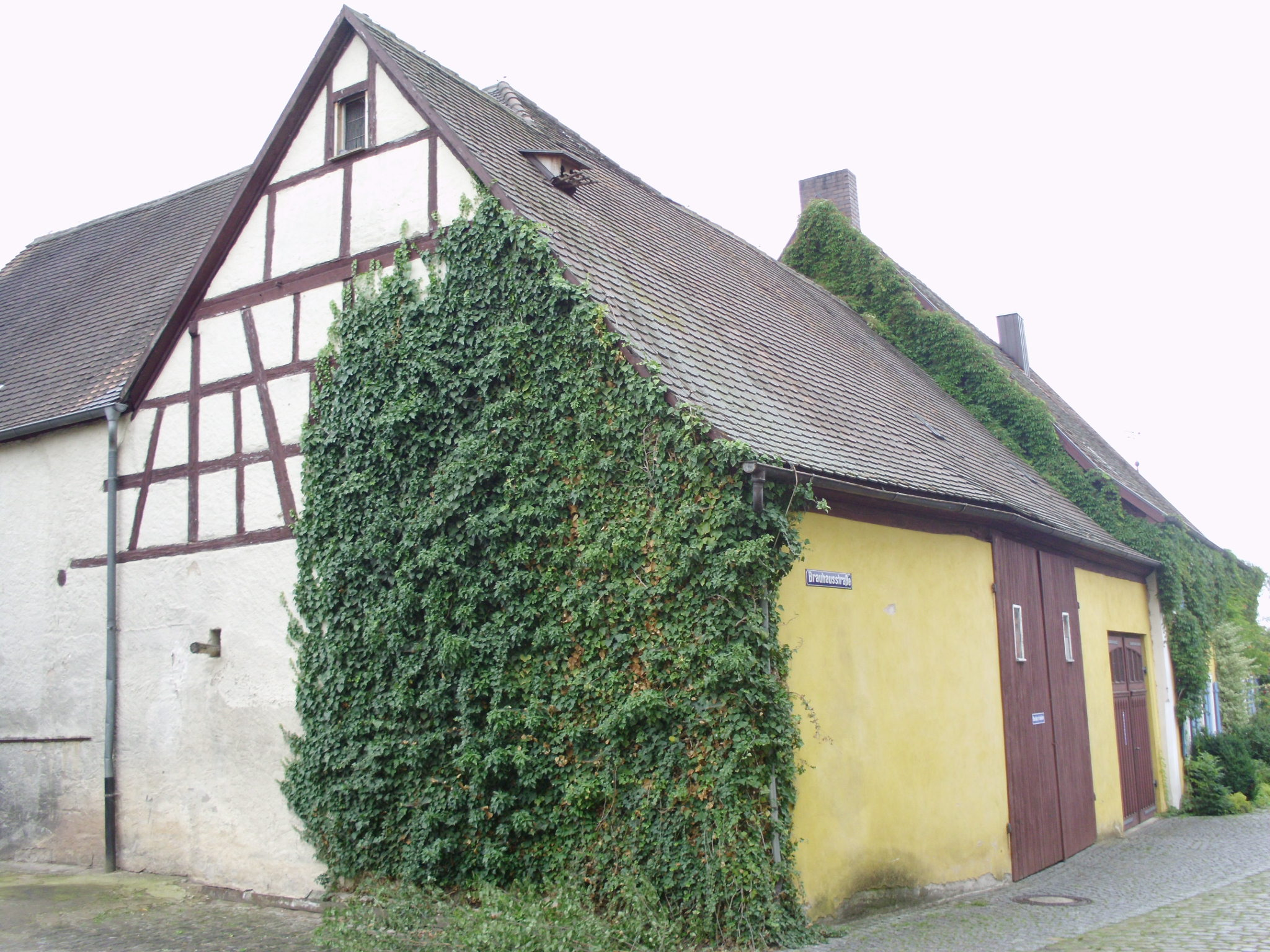
„Schmidt-Scheune“ aus dem 19. Jahrhundert

## Bau
Das Gebäude wurde 1846 errichtet, ist im Kern jedoch älter. An dieses grenzt eine Scheune aus dem 19. Jahrhundert mit Fachwerkgiebel. In der Hermannsschmiede befand sich die örtliche  Schmiede.